# 船橋統括センター
船橋統括センター（ふなばしとうかつセンター）は、東日本旅客鉄道（JR東日本）千葉支社の駅・運転士・車掌を所管する組織である。
2024年12月1日に船橋営業統括センター、蘇我運輸区京葉派出を統合して発足。

## 所管

### 駅
- 船橋駅 - 所長所在駅
- 市川駅
- 本八幡駅
- 下総中山駅★
- 西船橋駅
- 東船橋駅★
- 新八柱駅★
- 東松戸駅★
- 市川大野駅★
- 船橋法典駅

★: JR東日本ステーションサービスに業務委託

### 乗務ユニット
- 西船橋駅構内に設置
- 担当線区（運転士）
  - 武蔵野線：府中本町駅 - 西船橋駅
  - 京葉線 : 全線

- 担当線区（車掌）
  - 武蔵野線：府中本町駅 - 西船橋駅
  - 京葉線 : 全線

## 歴史
- 2022年10月1日 - 船橋営業統括センター（船橋、市川、本八幡、西船橋、船橋法典各駅の統合）が発足。
- 2024年12月1日 - 船橋営業統括センターに、蘇我運輸区京葉派出を統合して船橋統括センター発足。東京統括センター京葉乗務ユニット・さいたま車掌区の武蔵野線車掌行路を当区に移管する。船橋営業統括センター、蘇我運輸区京葉派出を廃止する。

## 錦糸町営業統括センター
錦糸町営業統括センター（きんしちょうえいぎょうとうかつセンター）は、東日本旅客鉄道（JR東日本）千葉支社の駅を所管する組織である。
2022年10月1日に錦糸町、両国、新小岩、小岩の各駅を統合して発足。

### 所管

#### 駅
- 錦糸町駅 - 所長所在駅
- 浅草橋駅★
- 両国駅
- 亀戸駅★
- 平井駅★
- 新小岩駅
- 小岩駅

★: JR東日本ステーションサービスに業務委託

### 歴史
- 2022年10月1日 - 錦糸町営業統括センター（錦糸町、両国、新小岩、小岩各駅の統合）が発足。

## 新浦安営業統括センター
新浦安営業統括センター（しんうらやすえいぎょうとうかつセンター）は、東日本旅客鉄道（JR東日本）千葉支社の駅を所管する組織である。
2022年10月1日に新浦安、舞浜、新習志野の各駅を統合して発足。2023年7月1日に新木場、葛西臨海公園の各駅を更に統合する。

### 所管

#### 駅
- 新浦安駅 - 所長所在駅
- 潮見駅★
- 新木場駅
- 葛西臨海公園駅
- 舞浜駅
- 市川塩浜駅★
- 二俣新町駅★
- 南船橋駅★
- 新習志野駅
- 幕張豊砂駅■
- 海浜幕張駅■
- 検見川浜駅■
- 稲毛海岸駅■
- 千葉みなと駅★

★: JR東日本ステーションサービスに業務委託　■: 千葉ステーションビルに業務委託

### 歴史
- 2022年10月1日 - 新浦安営業統括センター（新浦安、舞浜、新習志野各駅の統合）が発足。
- 2023年3月18日 - 幕張豊砂駅が開業
- 2023年7月1日 - 新浦安営業統括センターに、新木場、葛西臨海公園各駅を更に統合する。